# Sandboarding
Sandboarding er en sportsgren i familie med snowboarding. Forskellen består i, at sandboarding finder sted på sandklitter, mens snowboarding finder sted i sne. Sandboarding blev udviklet i Brasilien og dyrkes flere steder i verden, mest oplagt i områder med større sandklitter, enten i form af ørkenområder eller ved strande. Sporten er dog ikke så udbredt som snowboarding, hvilket til dels kan skyldes besværet med at lave skilifte i sandet. Af den grund må sandboarderen selv gå op til klittens top eller benytte sig af et motorkøretøj. Omvendt har sandboarding den fordel frem for snowboarding, at den kan dyrkes flere steder og normalt året rundt.
Sporten dyrkes ved, at sandboarderen kører på et bredt bræt, og det kan enten foregå med fødderne fastspændt til brættet eller uden bespændinger. Glidesiden af et sandboard er generelt hårdere end på et snowboard, og det er oftest lavet af formica eller laminex. For at give et ordentligt glid i sandet smøres sandboardet som regel med paraffinbaseret voks. Oversiden af boardet er typisk lavet af krydsfinér eller af et plastmateriale. Den officielle hastighedsverdensrekord på sandboard er 82 km/t og sat af Erik Johnson.
Blandt de steder, hvor man dyrker sandboarding, er Little Sahara på Kangaroo Island i Australien, nogle steder omkring Cape Town i Sydafrika, i Ica-provinsen i Peru, i Hirschau i Tyskland samt en lang række steder i USA, først og fremmest i Californien.